# Lluís I de Castella
Lluís I de Castella i d'Aragó, dit el Ben Amat (el Bien Amado en castellà) o el Liberal (Madrid, Castella la Nova, 25 d'agost de 1707 – 31 d'agost de 1724), va ser rei de les Espanyes des de l'abdicació del seu pare Felip V de Castella, el 15 de gener del 1724, fins a la seva prematura mort, el 31 d'agost de 1724. La breu durada del seu regnat, de set mesos, va provocar que fos intranscendent tant en política interior com exterior. És un dels més breus de la història d'Espanya, fet que l'ha convertit també en un dels reis més desconeguts.
A banda de la poca transcendència, també va tenir molt poca incidència en matèria governamental per la intrusió en el govern que els seus pares feien des del seu retir, i el desinterès que mostrava Lluís pels afers d'estat. Tanmateix, sí que es van produir alguns intents per part dels ministres i consellers de Lluís I per tal de dur a terme reformes en l'àmbit intern i, a més, emancipar al jove monarca de la tutela paterna. D'altra banda, són coneguts els escàndols de la seva esposa Lluïsa Elisabet d'Orleans per la seva conducta poc decent per a l'època, que va amargar el que li quedava de vida a Lluís.

## Aspecte
El duc de Saint-Simon va fer una descripció de Lluís quan era Príncep d'Astúries, poc abans del seu ascens al tron:
| «                                          | (castellà) El príncipe de Asturias parece una pintura: alto, delgado, endeble, delicado, pero sano. Es rubio, tiene bonitos cabellos, el rostro feo [...] Es dispuesto para todo, vivo, monta a caballo. No le falta más que un poco de fuerza. Tira bien; gusta de la caza y demás ejercicios; baila a la maravilla toda clase de bailes, que aprende en un momento [...] Prometió mucho y hubiera sido capaz de aprovechar una buena educación si las trabas de la corte y el genio de sus ayos se lo hubiesen permitido [...] Vive sujeto, bien que en distintas manos, y encerrado con hijos de criados que forman su círculo y a cuya compañía se ha acostumbrado [...] Parece que también gustará de las mujeres, que será devoto..." | (català) El príncep d'Astúries sembla una pintura: alt, prim, frèvol, delicat, però sa. És ros, té bonics cabells, el rostre lleig […] És disposat per a tot, viu, munta a cavall. No li falta més que una mica de força. Tira bé; li agrada la caça i demés exercicis; balla de meravella tota mena de balls, que aprèn al moment […] Prometé molt i hagués estat capaç d'aprofitar una bona educació si les traves de la cort i el geni dels seus institutors l'hi haguessin permés […] Viu subjecte, per bé que en diverses mans, i tancat amb fills de criats que formen el seu cercle i a la companyia dels quals s'ha acostumat […] Sembla que també li agradaran les dones, que serà devot... | » |
| — Extret de: González Cremona, J. M., 1998 | | |   |

El 1724, el marquès de San Felipe en va fer una altra descripció després de la seva mort:
| «                                | (castellà) Mucho sintió la España esta pérdida […] que sobre ser de gentil aspecto, y bien tallado, tenía un trato amabilísmo; […] era sumamente liberal, magnánimo, é inclinado á complacer á todos: ni la libertad de Rey le habían contaminado la voluntad, con solo tener diez y siete años, no se le descubría vicio alguno, antes gran aplicación al despacho, y deseo de comprender y acertar: comprehendia muy bien, pero no tenía edad para resolver. […] estaba inclinado a la pintura [...]: baylaba con el mayor primor, y era gentilísimo. Dixose, que aunque con mas recato, no había dejado de tener algunas travesuras inocentes, propias de la edad [...] | (català) Molt sentí Espanya aquesta pèrdua […] que sobre ésser de gentil aspecte, i ben tallat, tenia un tracte amabilíssim; […] era summament liberal, magnànim, i inclinat a complaure a tots: ni la llibertat de Rei li havia contaminat la voluntat, i només tenint disset anys, no se li descobria cap vici, abans gran aplicació al despatx i desig de comprendre i encertar: comprenia molt bé, però no tenia edat per a resoldre. […] estava inclinat a la pintura [...]; ballava amb gran meravella, i era gentilíssim. Es diu, que tot i que amb més pudor, no havia deixat de tenir algunes entremaliadures innocents, pròpies de l'edat [...] | » |
| — Vicente Bacallar y Sanna, 1725 | | |   |

Així doncs, l'aspecte físic del monarca era el d'una persona alta i prima, amb els cabells rossos, però lleig de rostre, car de cara s'assemblava al seu avi Víctor Amadeu II. Tanmateix, tenia una constitució físicament delicada, era feble i tenia poca força.
Sobre el seu caràcter se'n sap poc. A part dels adjectius que esmenta el marquès de San Felipe com la magnanimitat o la gentilesa, destaca la seva devoció religiosa. Altrament, els contemporanis afirmaven que havia heretat la intel·ligència i l'encant personal de la seva mare i la rectitud moral del seu pare, a qui sempre havia mostrat una gran submissió personal. El duc Saint-Simon apunta que li agradava la caça, però la veritat és que Lluís odiava les caceres en general i les armes de foc en particular, a causa d'haver assistit des de la seva infantesa a les repetides caceres dels seus pares.
D'altra banda, s'afirma que havia heretat el temperament sensual del seu pare, ja abans de casar-se sortia per Madrid amb un servent anomenat Lacotte, home amb fama de pederasta, que es diu que va arribar a seduir el príncep d'Astúries convençut que el jove tenia dificultats per copular. Estant casat, davant d'un matrimoni que no es va arribar a consumar mai, comencen a aparèixer testimonis que esmenten l'ambigüitat sexual del príncep. Diversos autors comenten aquest fet:
| «                                        | (castellà) […] el heredero español gustaba de compartir por igual sus francachelas con jóvenes de ambos sexos, alternando los juegos eróticos con unos y otras. | (català) […] a l'hereu espanyol li agradava compartir per igual els seus festins amb joves d'ambdós sexes, alternant els jocs eròtics amb uns i altres. | » |
| — W. Clarke, extret de Vidal Sales, 1994 | | |   |

En definitiva, amb aquesta ambigüitat sexual s'esmenta que Lluís I era en realitat bisexual, igual estava en companyia d'homes que de dones, i que això no li suposava cap mena de problema.
| «                                      | (castellà) […] había entre unos pocos lacayos oriundos de Versalles un invertido, asiduo acompañante del joven heredero a la Corona de España que le inició secretamente en la homosexualidad, lo que no constituía ningún problema para el príncipe, que asimismo le complacía sobremanera su alterne con mujeres. | (català) […] hi havia entre uns pocs lacais oriünds de Versalles un invertit, assidu acompanyant del jove hereu a la Corona d'Espanya que l'inicià secretament en l'homosexualitat, la qual cosa no constituïa cap problema per al príncep, que així mateix el complaïa en gran manera la seva alternació amb dones. | » |
| — Viollet, extret de Vidal Sales, 1994 | | |   |

Finalment, Lluís, molt estimat pel poble, va respondre d'igual manera aquesta estima. Va ser aquest monarca el que va instituir el tuteig envers els súbdits. Per bé que primer tutejava els seus germans, trencant l'estricte protocol palatí, poc després va començar a tutejar els seus servents; una tradició que s'ha mantingut en la monarquia espanyola fins al segle XXI.

## Infància

Naixement de Lluís en un almanac de 1708 conservat a la Biblioteca Nacional de França.

Lluís va néixer al Palau del Buen Retiro, a Madrid, el 25 d'agost de 1707. Batejat Lluís Felip Ferran Josep, en honor dels reis Lluís IX de França i Ferran III de Castella, era el fill primogènit del primer Borbó espanyol Felip V i la seva primera esposa Maria Lluïsa de Savoia i, per tant, besnet de Lluís XIV de França, per línia paterna, i de Víctor Amadeu II de Savoia, per la materna.
Va ser el primer Borbó nascut a terres castellanes, el que va fer que els castellans li demostressin una esperança cega i li mostressin sempre una gran simpatia. La seva naixença, en plena Guerra de Successió, va servir a Felip V com a mètode de propaganda, i, per això, la mateixa reina mostrava enorgullida el nadó, exclamant davant del poble: «¡Éste es Luisillo, vuestro paisano!». El 7 d'abril de 1709, amb tan sols dos anys, Felip V va convocar les corts a fi que juressin a Lluís com a príncep d'Astúries i successor de la corona.
La seva mare, Maria Lluïsa de Savoia, morí quan Lluís tenia set anys, un fet que li comportà a ell i als seus germans una sèrie de mancances emocionals. Per tal de suplir la figura materna, va decidir tenir cura dels seus germans i fer-se'n responsable, sobretot a partir del casament del seu pare amb Isabel Farnese. Després de la tutela de Marie-Anne de La Trémoille, princesa dels Ursins, l'arribada de la seva madrastra, tot i que mai no va tractar malament els fills del primer matrimoni de Felip V, no va donar continuïtat a l'ambient familiar i va deixar a l'hereu en mans de Julio Alberoni. Des d'aleshores Lluís va ser instruït pel jesuïta Ignace de Labrussel, però no va tenir una educació en profunditat. Lluís no tenia un interès especial en les assignatures comunes, sinó que es mostrava més interessat per la música i, especialment, per la dansa; en general, va ser amant de les arts.
Amb tretze anys, Lluís combinava la vida de palau amb activitats mundanes. S'aficionà al robatori en horts propers al Palau del Buen Retiro i sortia a altes hores de la nit amb gent de mala reputació. Sortia amb els seus criats a cercar dones pels carrers de Madrid; havent heretat el caràcter sensual del seu pare, gairebé sempre anava acompanyat del servent Lacotte. Aquest costum el va mantenir fins i tot després d'haver-se casat, per tal d'allunyar-se de la seva dona. Això el va fer immensament conegut pel poble madrileny, que el veia constantment pels carrers. Per la vila circulava un comentari:
| «                                                                                   | (castellà) Fogoso como su madre, lascivo como su padre, caliente como su madrastra y masturbador como su pederasta. | (català) Fogós com la seva mare, lasciu com el seu pare, calent com la seva madrastra i masturbador com el seu pederasta. | » |
| — Anònim, Anales del reinado de Felipe V, Madrid, 1875. Extret de Vidal Sales, 1994 | | |   |

## Matrimoni

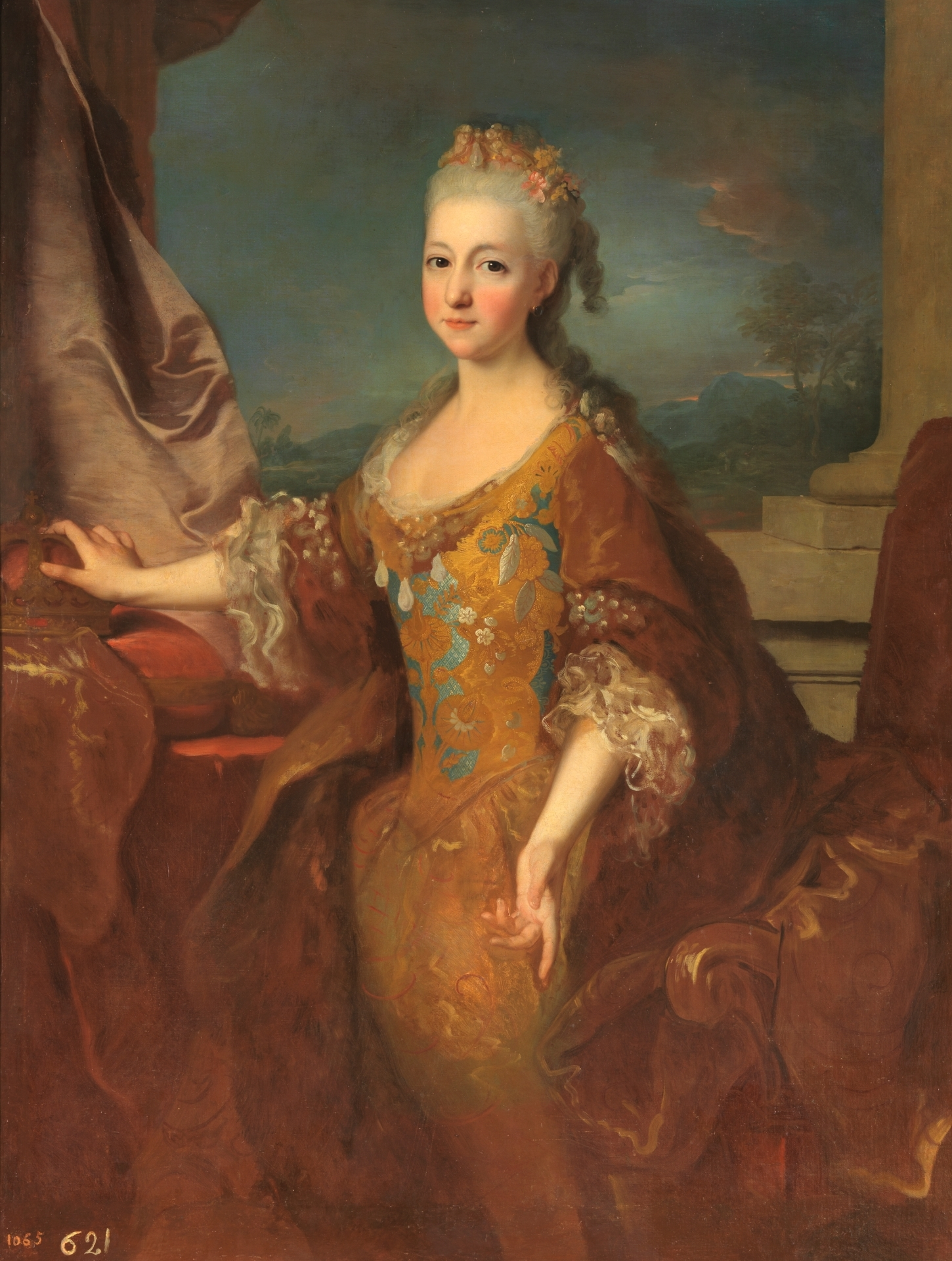
Lluïsa Elisabet d'Orleans (Ranc, 1724).

Lluís I va contraure matrimoni amb Lluïsa Elisabet d'Orleans, filla de Felip d'Orleans, regent de França, i de Francesca Maria de Borbó. La cerimònia matrimonial va ser oficiada el 20 de gener de 1722 a Lerma (Burgos). El matrimoni no va tenir descendència.
El seu matrimoni va ser el resultat d'un dels estratagemes polítics de la madrastra Isabel Farnese, per tal de convertir els seus fills naturals en reis. Lluís va convertir-se en una moneda de canvi oferida a Felip d'Orleans, que llavors era regent de França. L'objectiu era casar en el futur a Lluís XV, llavors menor d'edat, amb la infanta Maria Anna Victòria, filla natural d'Isabel.
L'esposa de Lluís I tenia una conducta lleugera, a causa de l'ambient en el qual havia crescut. Lluïsa Elisabet va ser una font inesgotable de problemes per al monarca, i va arribar a cansar-se d'ell, tot i que s'afirma que Lluís la va estimar veritablement. Durant el curt matrimoni, va protagonitzar una sèrie d'accions que van escandalitzar a la cort espanyola i, a més, va amargar el que li quedava de vida al seu marit. Bevia en excés, acostumava a vestir més lleugerament del que estipulava una conducta decent a l'època i va ser enxampada en diverses ocasions amb algunes de les seves cambreres, totes despullades, a les seves habitacions. Aquests escàndols van ser utilitzats per l'ambaixador francès a Madrid intentant convèncer a Felip V i a Isabel Farnese de l'anul·lació del matrimoni. La raó última era que Lluïsa Elisabet pertanyia a la casa d'Orleans, enemistada amb la de Borbó, regnant a França. D'altra banda, Lluïsa Elisabet tampoc era del gust de Felip i Isabel i es van arribar a plantejar seriosament l'anul·lació del matrimoni.
Aquesta anul·lació no arribaria mai i els escàndols de la nova reina foren tan sonats que, fins i tot, va acabar reclosa a l'alcàsser reial obligada pel seu marit, sota la vigilància de la cambrera major, la comtessa d'Altamira. S'estima que la reina va estar tancada entre una i dues setmanes, però no se sap per què Lluís va decidir alliberar-la finalment, si bé és possible que fos a causa de les peticions de Lluïsa Elisabet, el dèbil caràcter del rei i la pressió de les cancelleries europees. Finalment, Lluís I la va perdonar. La reconciliació matrimonial va arribar poc abans que Lluís emmalaltís de verola. Durant el període de malaltia i fins a la seva mort, la reina el va assistir assíduament, fet que va provocar que Lluïsa Elisabet es contagiés, encara que ella va aconseguir sobreviure a la malaltia.

## Abdicació de Felip V
El 10 de gener de 1724 a La Granja de San Ildefonso, Felip V va signar un decret en virtut del qual abdicava la corona en favor del príncep d'Astúries, Lluís. Les altres clàusules del decret estipulaven que, en defecte de Lluís, la corona havia de passar al germà d'aquest, Ferran, o bé en defecte d'aquest, als germanastres nascuts del matrimoni amb Isabel Farnese. D'altra banda, Felip i la seva esposa es reservaven el palau i el reial lloc de San Ildefonso per al seu retir, durant el qual rebrien periòdicament una renda per a viure i per a continuar les obres de l'indret. Lluís esdevenia rei d'Espanya amb disset anys, i acceptà gustosament la renúncia del seu pare.
Segons el decret de renúncia, el motiu pietós per a deixar la corona era aconseguir la salvació de l'ànima de Felip i guarir el mal que l'afectava físicament. «Para servir a Dios y, desembarazado de estos cuidados, pensar en la muerte y solicitar mi salud», exposava el decret. Aquestes raons han estat posades en dubte discutides entre els historiadors. L'explicació que genera més consens és la que afirma que Felip V esperava la mort prematura de Lluís XV, de precària salut, i així poder optar a la corona francesa. D'aquesta manera, el moviment polític hauria sorgit possiblement de la reina, que després de la mort del regent de França, havia deixat de banda l'oposició de Felip V d'heretar la corona francesa, i hauria empès al seu marit a abdicar en Lluís. Una abdicació que, a més, no es va realitzar segons s'estipulava oficialment, a través de la reunió de les Corts.

## Regnat

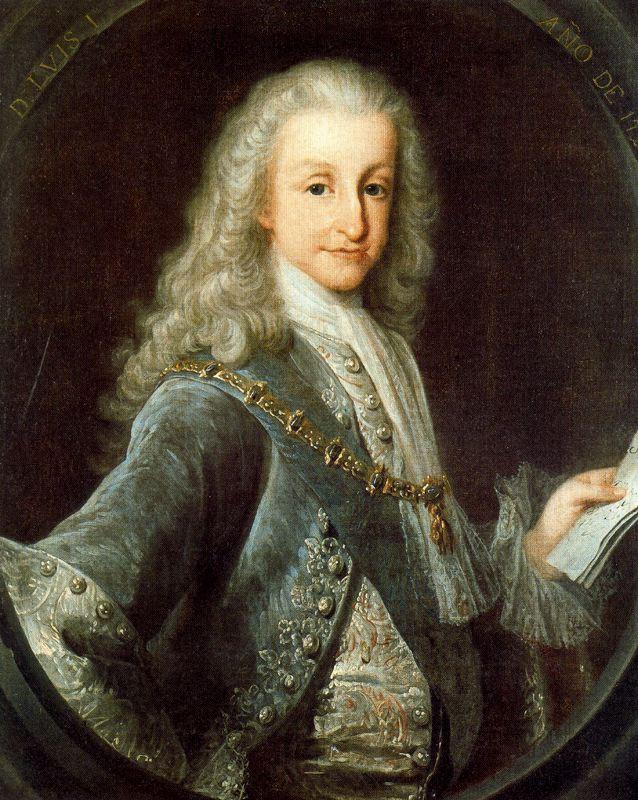
Lluís I, de Meléndez (1724)

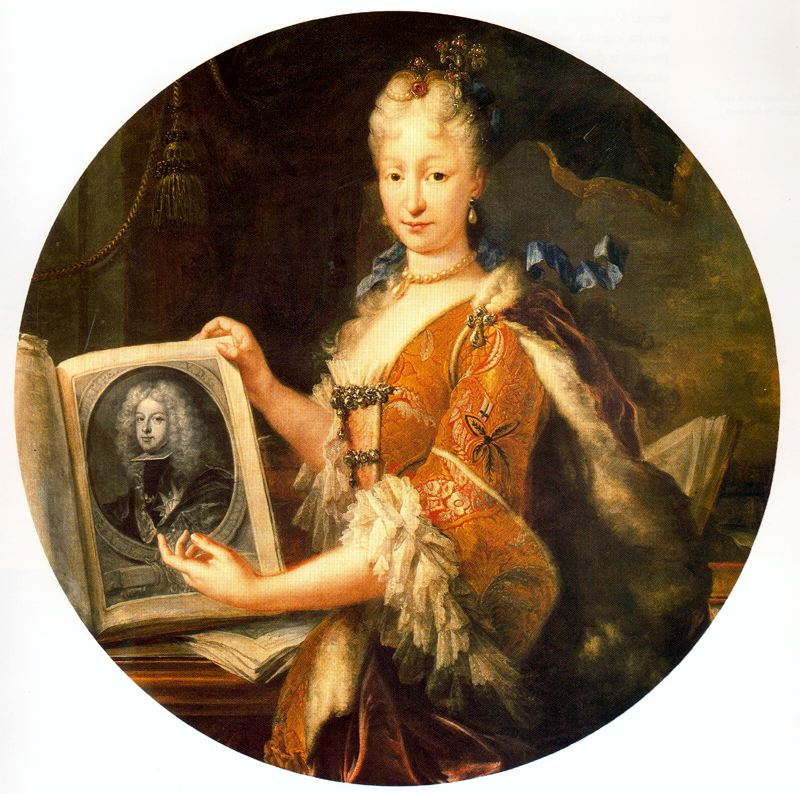
Isabel Farnese (Meléndez, 1715) va ser la gran interessada a influir en el govern, i va obligar el seu espòs a mantenir controlat Lluís.

La proclamació de Lluís I, el 15 de gener de 1724, va tenir una gran acollida i entusiasme entre la població, sobretot la de la capital, perquè era el primer Borbó nascut a la vila. Per tal de suplir la inexperiència del nou monarca es va constituir un consell assessor compost per diverses personalitats, entre les quals es trobava el marquès de Mirabal, president del Consell de Castella; Diego de Astorga y Céspedes, arquebisbe de Toledo; Juan de Camargo, inquisidor general i bisbe de Pamplona; i, finalment, hi havia altres nobles i funcionaris amb càrrecs als despatxos de govern: els marquesos de Valero, d'Aitona, de Lede i el comte de Santisteban del Puerto, i, finalment Miguel Francisco Guerra i el secretari del despatx universal, Juan Bautista de Orendain.
El nou rei va ocupar el tron uns set mesos, durant els quals el monarca va viure bastant despreocupat dels afers d'Estat. En realitat foren Felip V i Isabel Farnese els que van continuar governant des del seu retir a la Granja de San Ildefonso. Probablement, Felip realment buscava un retir tranquil lluny de les qüestions de govern, i qui realment governava era la reina. Per acabar d'agreujar aquesta situació de dependència, el mateix Lluís, molt submís al seu pare, consultava tot el que podia amb Felip a través del marquès de Grimaldo, el que provocà que hi hagués dues corts i dos governs paral·lels a Madrid i a San Ildefonso. Alguns nobles i alts funcionaris propers al nou monarca, veient els nuls efectes pràctics que havia tingut l'abdicació, van decidir intentar deslliurar a Lluís de la tutela paterna i dur a terme la creació d'un partit contrari a Isabel Farnese.

### Política interior
En matèria econòmica, la situació de la monarquia era dolenta des de feia anys a causa de les despeses militars que havia autoritzat Julio Alberoni, primer ministre de Felip V. Amb l'ascens de Lluís van aparèixer nous nobles i funcionaris en el govern que eren contraris a Isabel Farnese. Els nous ministres van intentar que el rei decretés una reducció de despeses i millorés la gestió de certes institucions. Un exemple és Fernando Verdes Montenegro, secretari del despatx d'Hisenda, que va intentar modificar el funcionament de la Tresoreria Major, que havia estat una de les innovacions de la Guerra de Successió, i es dedicava a controlar les caixes del tresor de l'exèrcit a províncies. Verdes va intentar situar el tresorer major sota el control d'Hisenda perquè fins llavors havia estat controlat des de diverses secretaries. El projecte es va veure truncat, primerament per l'oposició del tresorer major amb el suport d'altres secretaris i, finalment, per la mort de Lluís i la tornada de Felip V, que va destituir a Verdes.
Una altra mesura que es va intentar dur a terme va ser la reducció de les excessives assignacions designades als exreis i als infants reials, especialment les dels fills d'Isabel Farnese. Aquesta proposta va sortir sobretot dels marquesos de Mirabal i de Lede, fent veure al monarca que aquestes assignacions provocaven la pobresa de l'erari reial. Lluís I va estar a punt de decretar la mesura per reduir aquestes despeses a la meitat, però el seu pare, mogut per la seva esposa, va enviar-li queixes al seu fill i el va manipular perquè acusés els instigadors d'aquella mesura estalviadora d'injúries contra ell i la seva família. Les queixes de Felip V van aturar les pretensions dels consellers que, més tard, serien tractats amb duresa durant el segon regnat de Felip V.
En termes generals, durant el curt període de regnat la cort retornà a l'antiga etiqueta i cerimonial de Carles II, cosa que també s'observa en la forma de govern i de nomenament de càrrecs, que es tornen a confiar a la noblesa amb Grandesa d'Espanya, a l'estil dels Habsburg. En canvi, Felip V en el seu regnat havia iniciat una política pròpia de nomenar militars de carrera a virregnats i esquadres militars. Les velles formes són vistes negativament, principalment per l'ambaixador francès René de Froulay de Tessé:
| «                          | (castellà) En efecto, opina [Tessé] que es preciso alterar en profundidad la forma de gobierno de Luis I, que en su opinión no es sino una vuelta a la práctica de Carlos II, la de un rey incapaz de imponer su voluntad a unos Consejos y juntas multitudinarias, controladas en particular por los Grandes de España. | (català) En efecte, opina [Tessé] que és precís alterar en profunditat la forma de govern de Lluís I, que en la seva opinió no és sinó una tornada a la pràctica de Carles II, la d'un rei incapaç d'imposar la seva voluntad a uns Consells i juntes multitudinàries, controlades en particular pels Grans d'Espanya. | » |
| — Dubet, Anne; 2012, p. 16 | | |   |

Tessé també va criticar durament al marquès de Mirabal, a qui va veure com el principal culpable d'aquesta situació de tornada a les formes de la monarquia dels Àustries, acusant-lo de «porta[rse] como un «austríaco», como todos los españoles».
Finalment, altres accions de govern que es duran a terme serà l'atenuament del regalisme respecte del regnat anterior i la realització de concessions davant dels sentiments autonomistes dels territoris llevantins de la corona.

### Política exterior

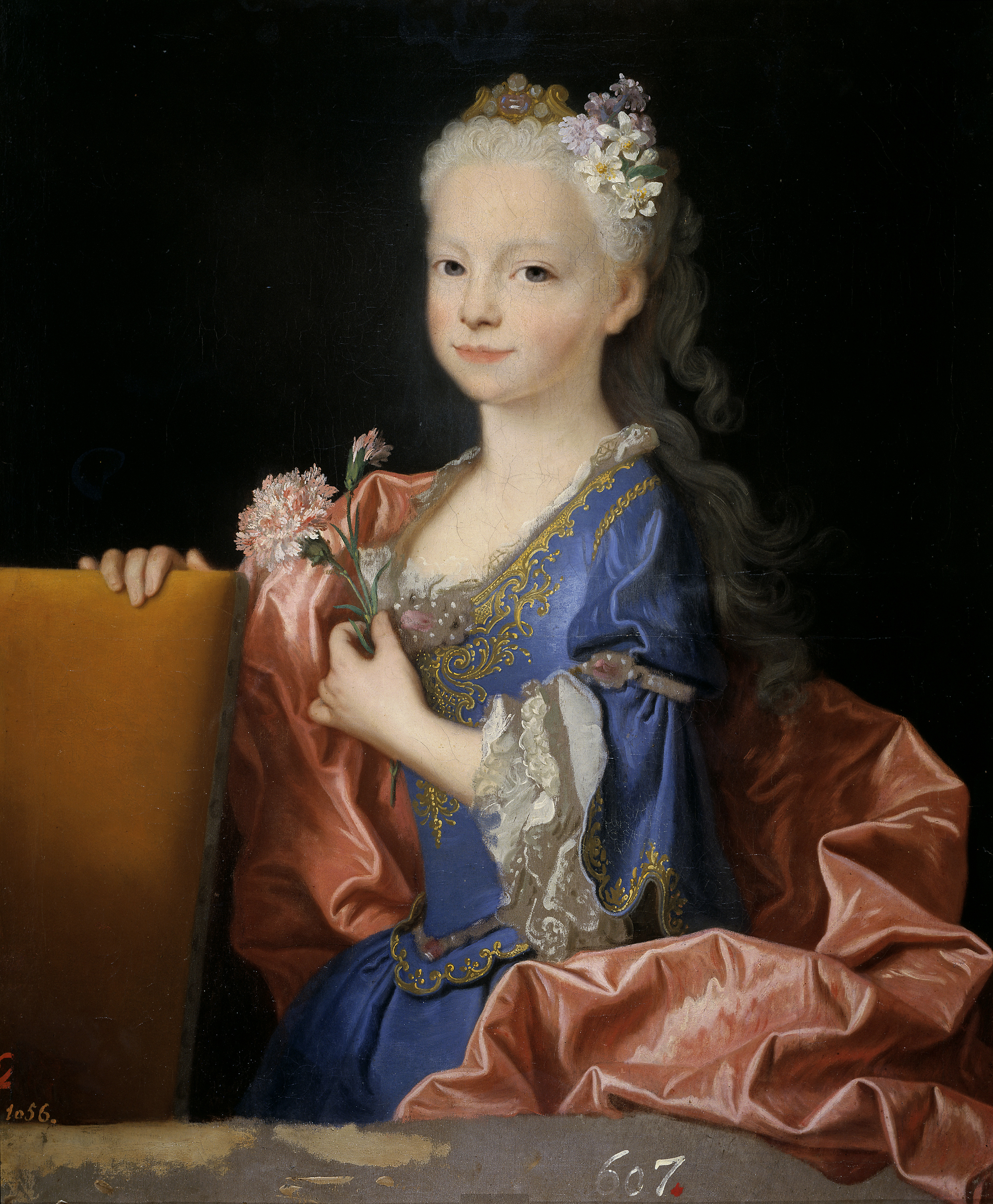
La germanastra de Lluís representava un problema per al regent francès en la successió al tron per la seva curta edat.

Igual que en la política interior, la política internacional de Lluís I va estar molt condicionada per l'acció del seu pare i, sobretot, de la seva madrastra. Pressionat per Felip V, Lluís va expedir cartes patents per a donar suport a la successió del seu germanastre Carles als ducats de Toscana i de Parma i va intentar enviar a l'infant a Itàlia a prendre possessió del càrrec. Les investidures dutes a terme van ser favorables a Carles, però l'emperador germànic va posar la condició que l'infant només podia viatjar a Itàlia amb soldats suïssos, tement la presència de soldats espanyols a la península italiana. La persistència de l'emperador en exigir vassallatge per a rebre els ducats i les actuacions del gran duc Cosme III de Toscana, que havia mantingut a la seva germana Anna Maria, vídua de l'elector del Palatinat, com a hereva dels ducats, va fer concloure sense solució, en vida de Lluís, aquest litigi, emmarcat en el Congrés de Cambrai, que va quedar en un punt mort.
Les tensions amb França no van amainar. El duc de Borbó i príncep de Condé, Lluís Enric, des de la mort del regent Felip d'Orleans va cercar desesperadament que Lluís XV tingués descendència ràpidament. El motiu és que coneixia que la precària salut li podia causar la mort en qualsevol moment, i aquest fet significaria l'accés al tron de França dels membres de la dinastia d'Orleans, enemics dels Borbons. El seu projecte va topar amb la infanta Maria Anna Victòria, filla de Felip V i Isabel Farnese, que en aquell moment vivia a la cort francesa en virtut dels pactes matrimonials, pels quals la infanta havia de casar-se amb Lluís XV. La infanta era encara massa petita per a casar-se i consumar el matrimoni. Per aquesta raó, el duc de Borbó va decidir, finalment, enviar el mariscal Tessé per a persuadir a Lluís I i sobretot als seus pares per aconseguir que la infanta tornés a Madrid.

## Mort
Lluís va contraure la verola el mes de juliol de 1724. El monarca no es va ocupar bé de la seva malaltia, que va acabar complicant-se amb una pulmonia. Morí al cap de poques setmanes, la matinada del 31 d'agost de 1724, al Palau del Buen Retiro, pocs dies després d'haver complert disset anys, amb la seva esposa com única companyia, car els seus pares, temorosos de la malaltia, havien marxat a La Granja de San Ildefonso. El 4 de setembre va ser portat al monestir de San Lorenzo de El Escorial i enterrat en el panteó reial, mentre que la seva esposa va haver de tornar a França. L'endemà de morir, es va estendre per Madrid el rumor que havia estat enverinat, un home de confiança de Felip V com Melchor de Macanaz va considerar certs aquests rumors; insistia que Lluís sí que havia estat afectat per la verola, però que els específics dels metges l'havien ajudat a millorar, hauria estat el denominat «clan dels parmesans», instigat per Isabel Farnese, els que, a través del doctor José Cervi, van subministrar el verí al monarca.
La mort del rei va provocar dubtes sobre si Felip V havia de mantenir l'abdicació i deixar el tron a l'infant Ferran, segons dictava el seu propi decret, o bé tornar-lo a ocupar ell. La versió tradicional és que l'antic rei es negava en rotund a ocupar-lo de nou per herència del seu fill a causa dels seus escrúpols religiosos. Isabel Farnese i l'ambaixador francès, preocupats per la deriva que prendria el país si pujava al tron l'infant Ferran, per tal d'obtenir el sí de Felip es va constituir una junta de teòlegs que va proclamar la nul·litat dels vots de renúncia i el confessor, el pare Bermúdez, es va negar a absoldre si aquest no s'ocupava del govern del seu poble, Felip acceptà i tornà amb el suport del Consell de Castella. No obstant això, a banda d'aquesta versió, n'existeix una altra més moderna, que diu que va ser per voluntat de Felip la recuperació del tron, fent firmar al seu fill un document en aquest sentit, i que després va esperar l'opinió del Consell de Castella i la junta de teòlegs, que van pronunciar-se de manera ambigua, fent que Felip cerqués altres opinions més favorables i, finalment, establint per decret la seva tornada al tron. El que és cert, és que a la tornada al tron, Felip va purgar als homes de govern de Lluís, que havien intentat deslliurar al rei de la influència paterna, i també a aquells que van donar suport a la pujada al tron de Ferran.
A tall de curiositat, el mateix any de la mort del rei, l'escriptor Diego de Torres Villarroel, interessat en l'astrologia, n'havia predit la mort en un dels seus almanacs, que va tenir diversos problemes per a ser publicat. No obstant això, òbviament, es considera que aquesta predicció devia ser una de les moltes altres que va vaticinar el 1724 i que eren sempre de caràcter trivial.

## Galeria

Segona imatge del naixement de Lluís a l'almanac francès (1708)
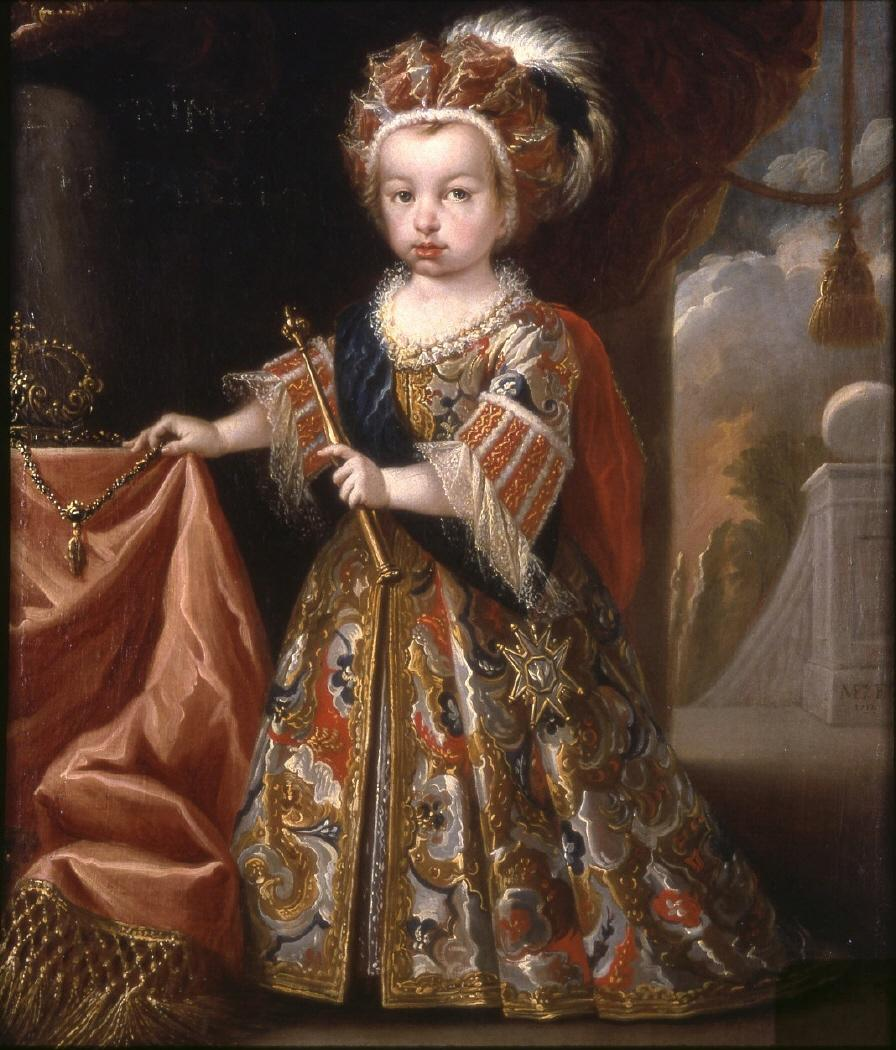
Lluís amb cinc anys (Meléndez, 1712)
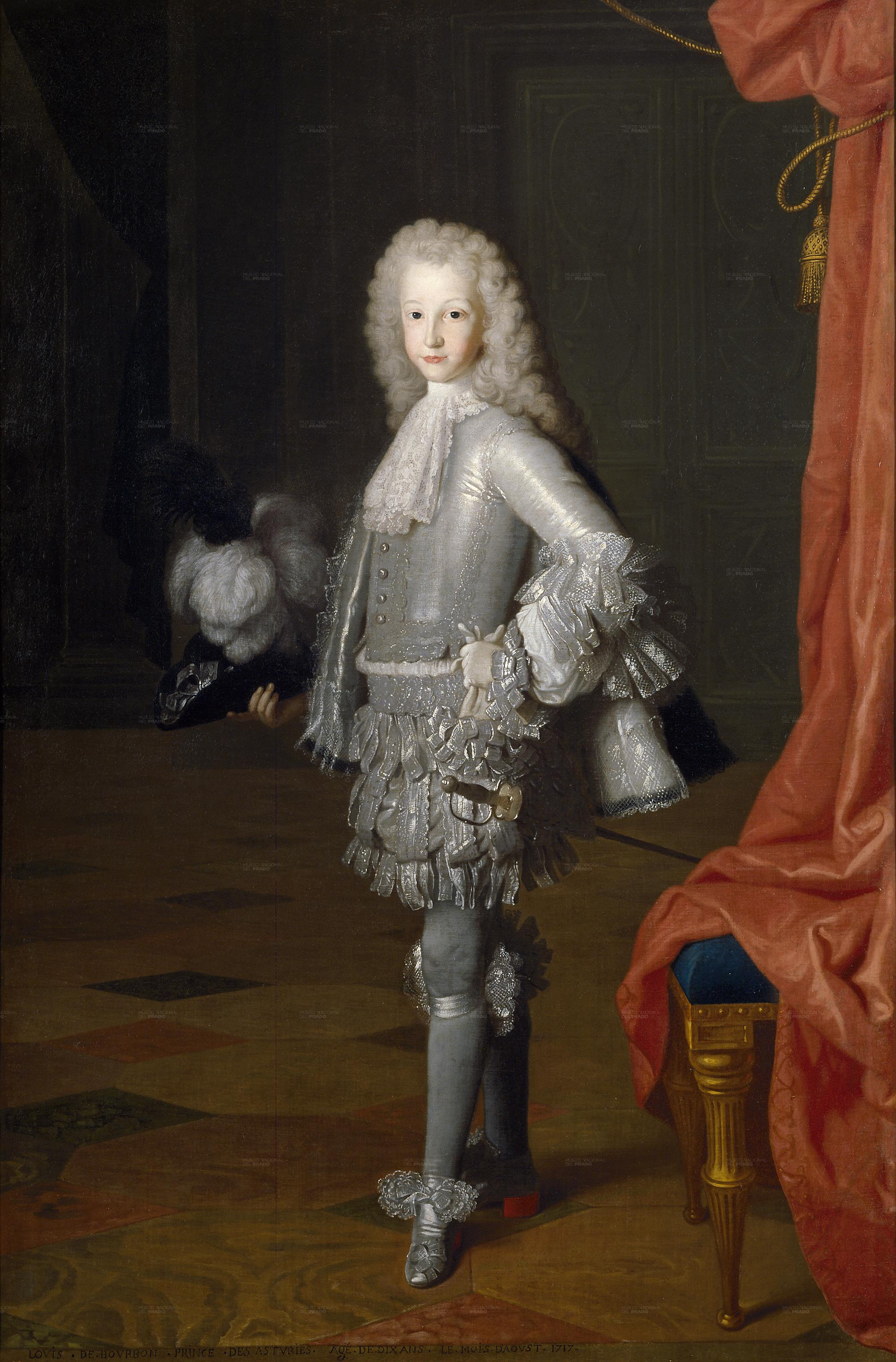
El jove príncep d'Astúries (Houasse, 1717)
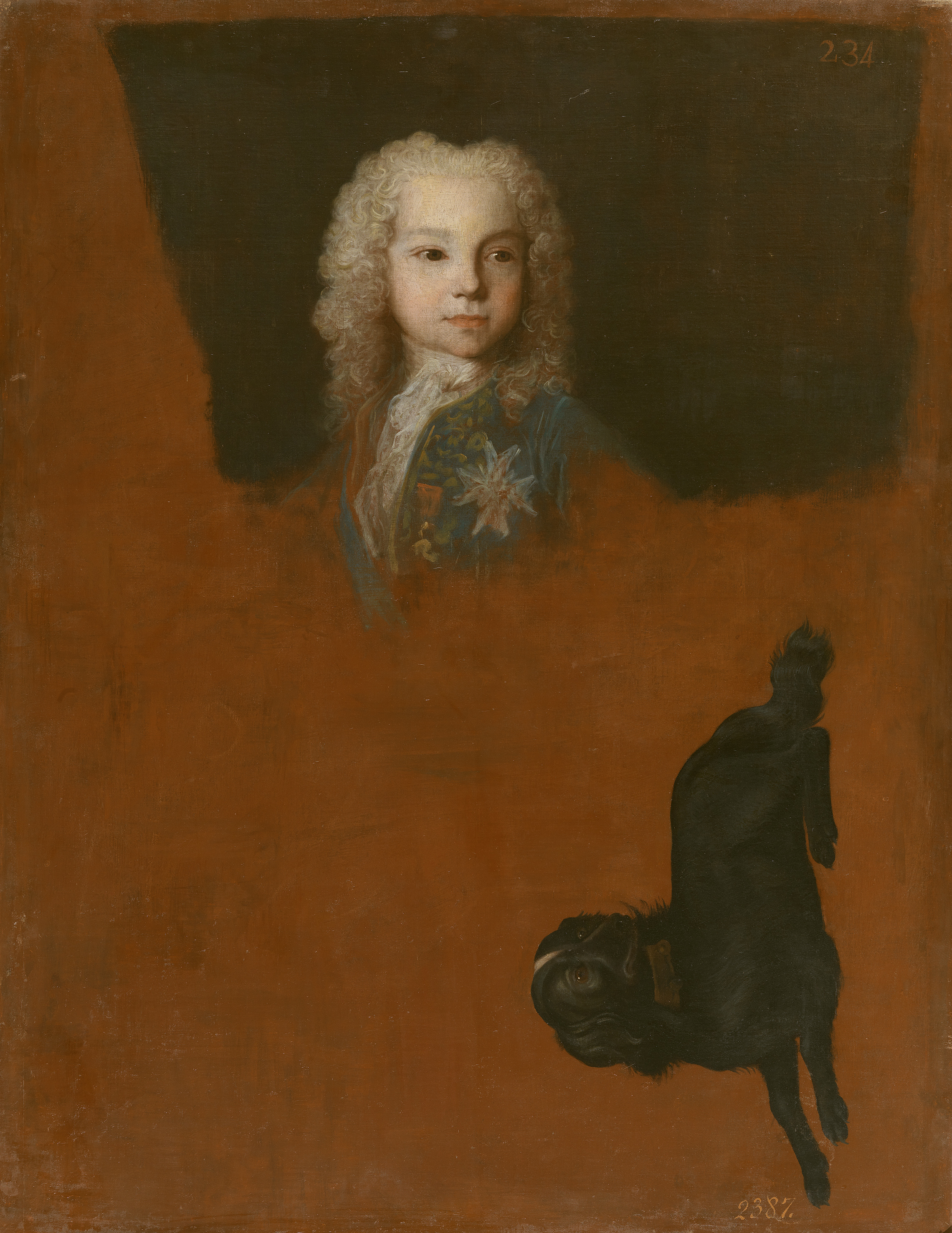
Retrat de Lluís i un gos negre (Ranc, atribuït, primera meitat s. XVIII)
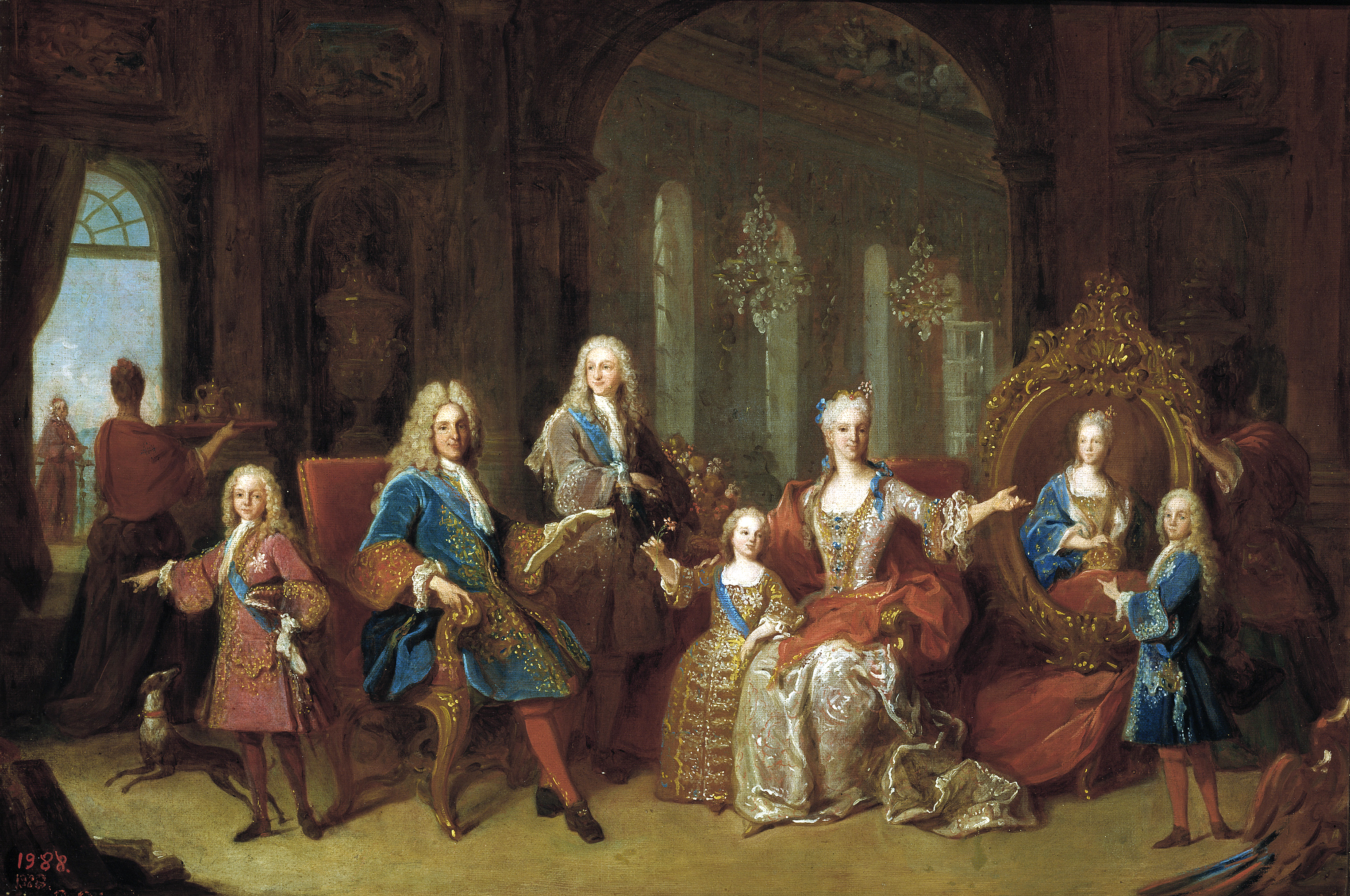
La Família de Felip V (Ranc, 1723)
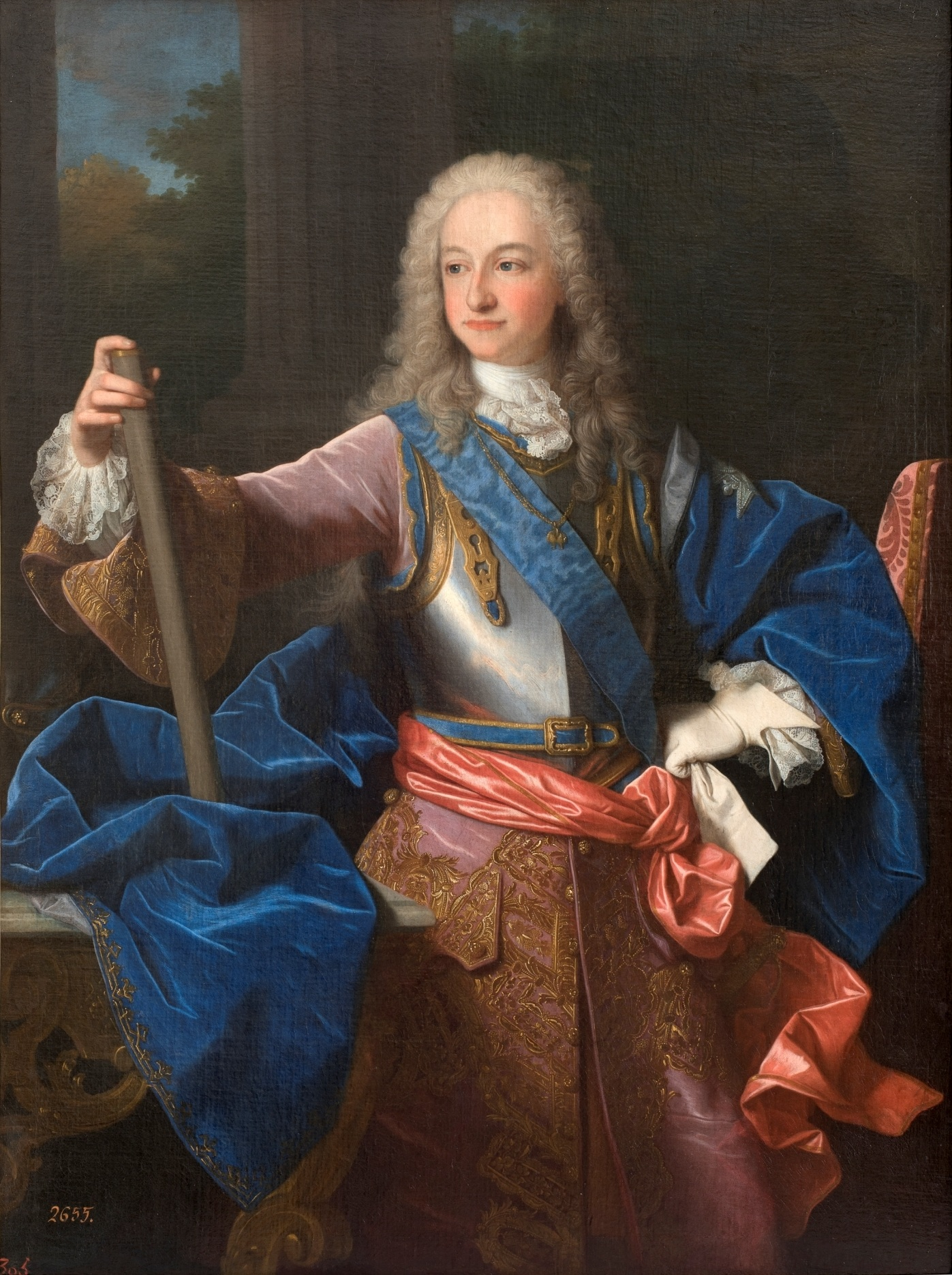
Lluís amb setze anys (Ranc, 1724)
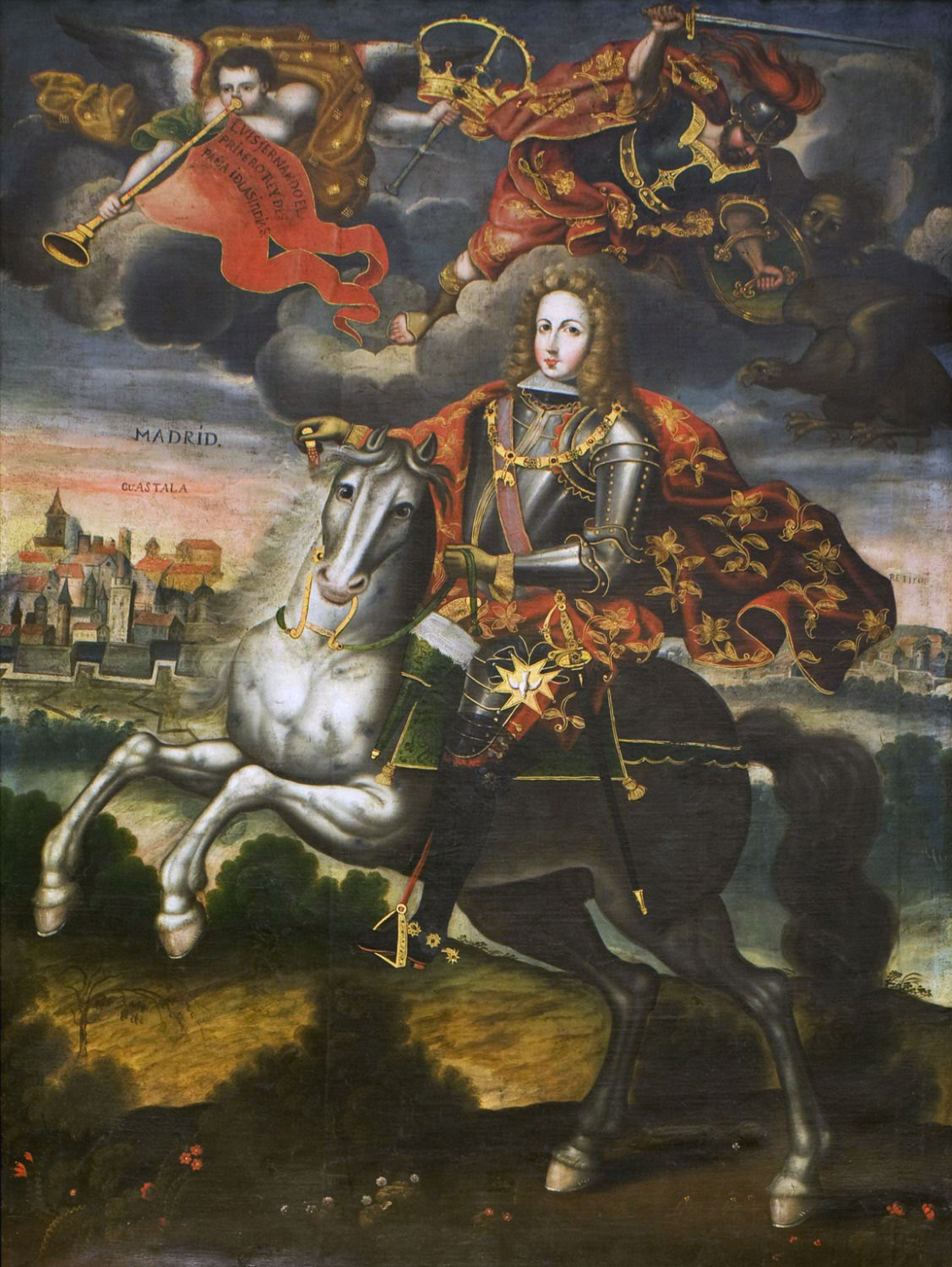
Retrat eqüestre d'autor desconegut del Perú (inicis s. XVIII)
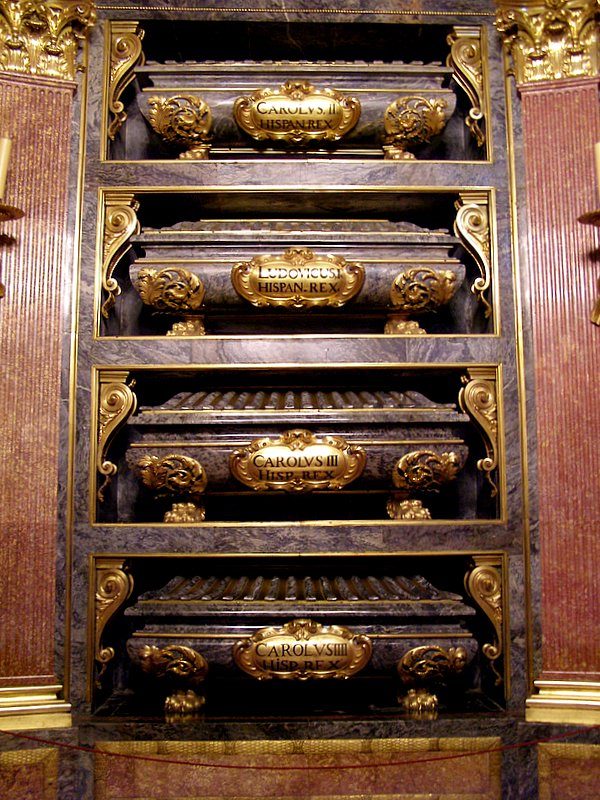
Tomba de Lluís I (Ludovicus I Hispan.Rex) a L'Escorial
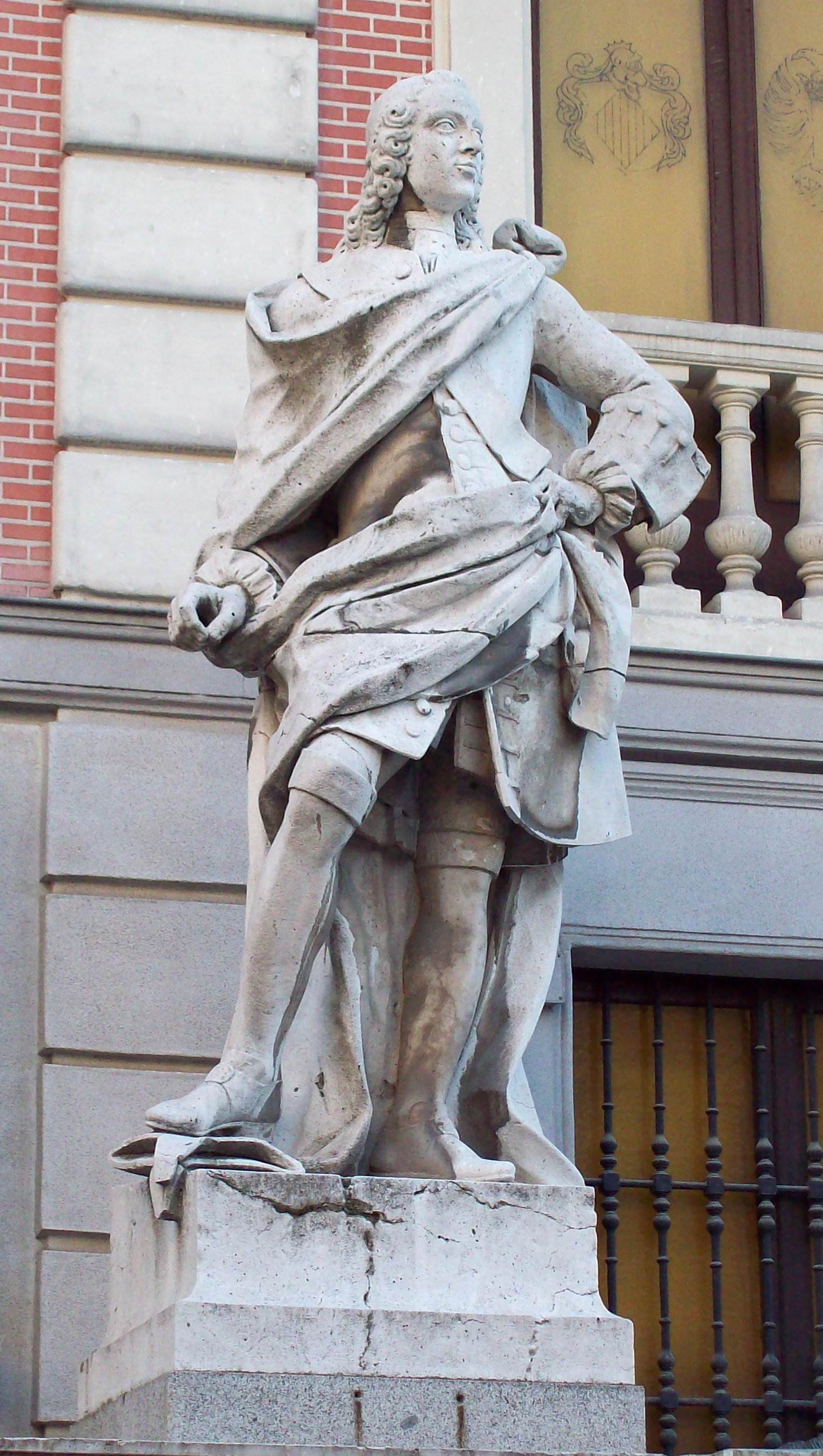
Estàtua de Lluís I al Salón de Reinos de Madrid (Castro, 1750-1753)
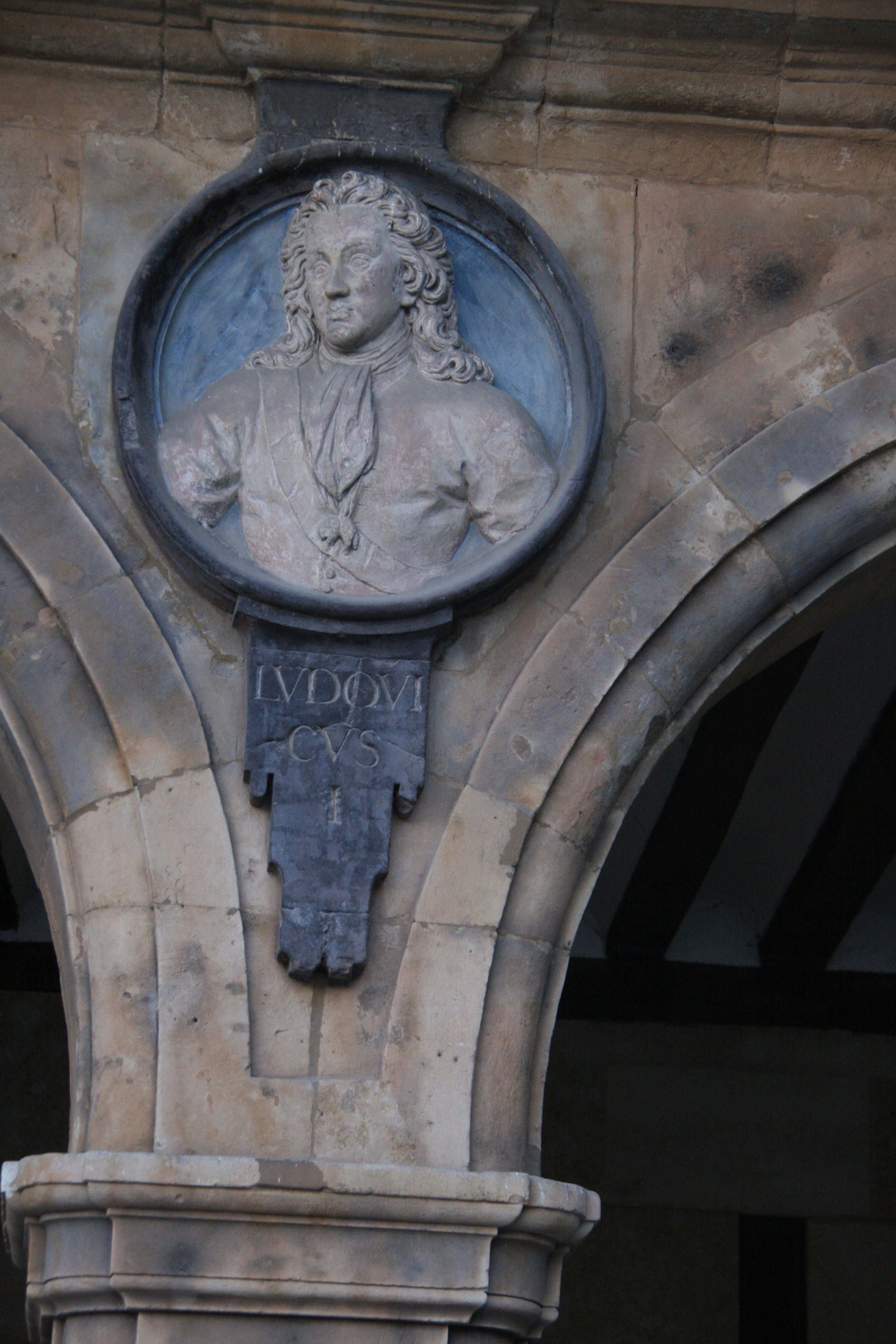
Medalló amb el bust de Lluís I a la plaça Major de Salamanca